# Стешенко, Иван Матвеевич
Иван Матвеевич Стешенко (укр. Іван Матвійович Стешенко; 24 июня 1873, Полтава — 30 июля 1918, Полтава) — украинский общественный и политический деятель, педагог, литературовед, писатель, переводчик. Литературные псевдонимы Иван Бедный, Ив. Сечевик, Свитленко.
Муж детской писательницы Оксаны Стешенко. Зять драматурга Михаила Старицкого. Отец библиографа Ярослава Стешенко и актрисы, переводчицы Ирины Стешенко.
Был членом Старой громады, УСДРП и Товарищества Украинских прогрессистов. В 1917 — член Центральной рады, генеральный секретарь образования.

## Биография
Родился в Полтаве. По окончании историко-филологического факультета Киевского университета (1896) преподавал в Киевской женской гимназии. Но уже в 1897 году был арестован и выслан из Киева. Вернулся в Киев в 1907 году.
Стешенко был членом Старой Громады, Общества Нестора-Летописца, секретарем Украинского Научного Общества в Киеве, действительный член НОШ с 1917 года.
По взрыву революции 1917 года организатор и председатель Общества школьного образования, член Украинской Центральной Рады. Как генеральный секретарь (с июня 1917 года) образования (в январе — феврале 1918 года — министр) проводил активную украинизации школ.
Убит в Полтаве неизвестными преступниками. Похоронен на Байковом кладбище в Киеве.
20 декабря 1923 Сергей Ефремов записал в дневнике: «Узнал от Костя Ивановича (Товкача) страшные подробности об убийстве Стешенко. Осудила его на смерть большевистская организация Зеньковского уезда; приговор исполнил один из членов той организации. Зовут его — Башловка. Почему осуждение упало на Стешенко — не понять».

## Творчество
Произведения Стешенко посвящены главным образом Ивану Котляревскому:
- «Поэзия И. П. Котляревского» (1898), за которую Стешенко получил награду Петербургской Академии наук (почётный отзыв Пушкинской премии за 1901 год),
- «И. П. Котляревский, автор Украинской „Энеиды“ …» (1902),
- «„Энеида“ Котляревского».

Другие работы:
- «Причинки к характеристике творчества О. Стороженко» (1901),
- «Украинские шестидесятники» (1908),
- «История украинской драмы» (1908);
- Исследования творчества Марка Вовчка, Панаса Мирного, Леси Украинки, Михаила Коцюбинского, Михаила Старицкого, Василия Стефаника и др.

Сборники стихов «Хуторни сонеты» (1899), «Степные мотивы» (1901), рассказов «На заводе», драма «Мазепа». Автор популярных песен «Уже воскресла Украина», «Гей не удивляйтесь, добрые люди».
Переводы на украинский язык Овидия («Метаморфозы»), Фридриха Шиллера («Орлеанская Дева»), Дж. Байрона, Александра Пушкина, Ф. Коппе («Старый Рыбак»), П.-Ж. Беранже и др.
Соиздатель юмористических журналов «Шершень» (1905) и «Овод»; редактор ежемесячника «Сяйво» (1913—1914).
Статьи в журналах «Украина», «Записки НТШ», «Литературно-научный вестник», «Киевская старина», газете «Рада», соредактор «Рабочей газеты» (1917—1918).